# Arxiu General del Consell de Mallorca
L'Arxiu General del Consell de Mallorca és l'entitat encarregada de la gestió documental de la institució i dels centres, empreses, instituts i organismes que en depenen. Les seves tasques inclouen les de recuperar, albergar, documentar, conservar, custodiar i difondre els fons públics i de caràcter privat que posseeixin interès patrimonial. Està adscrit a la Vicepresidència de Cultura i Patrimoni Històric del Consell de Mallorca. Actualment està ubicat al carrer Ciutat de Querétaro, 3, al Polígon de Llevant de Palma.

## Història
L'Arxiu es creà al 1983, quan l'Estatut d'Autonomia va decretar i materialitzar el nou sistema descentralitzat. Començà llavors l'organització del fons custodiat, que incloïa documents propis i diversos fons heretats de la Diputació Provincial de Balears, que havia cessat les funcions al 1979 (en assumir les competències els consells municipals), sense oblidar la documentació d'entitats que es remunten a l'època medieval i l'Antic Règim. Després d'estar instal·lat provisionalment a la Casa de Misericòrdia, el 2005 es traslladà a l'emplaçament actual.
La cronologia dels fons comprèn des del segle xiii fins a l'actualitat, i els documents més abundants són dels segles XIX i XX. La llengua dels documents és el llatí, el català, el castellà, l'alemany, l'anglès i, ocasionalment, el francès. Els documents són en suport paper, pergamí, pel·lícula flexible i suport magnètic.
La trajectòria de la seva ubicació ha estat difícil, ja que la falta d'espai a la seu del Palau Provincial, ja en temps de la Diputació, activà la posada en pràctica, en la dècada de 1960, d'una política de dispersió de documents. Quan el Consell Insular de Mallorca assumí la gestió de l'arxiu, i davant la insuficiència d'espai, decidí la instal·lació provisional a la casa de la Misericòrdia, que s'hagué de desallotjar anys més tard a causa de problemes estructurals de l'edifici. L'arxiu es traslladà a la seu actual però, com que les dependències no estaven adaptades, s'hagué de delegar a un gestor extern la custòdia de gairebé la totalitat dels fons. Amb el trasllat a les noves instal·lacions anà recuperant-los i, a finals de 2011, els acabà de completar. Durant tot aquest temps ha anat incrementant els seus fons, ja fos de manera ordinària (a través de les transferències de la documentació generada pel mateix Consell), com a través de donacions privades i d'altres institucions.

## Funcions i serveis
L'Arxiu General, com a servei general i cap del Sistema arxivístic del Consell de Mallorca i del subsistema arxivístic de l'Illa té, entre les seves funcions la custòdia i tractament dels òrgans i unitats del Consell, recuperació de fons documentals i col·leccions privades d'especial interès, reglamentar, assessorar i formar en matèria de gestió i patrimoni documental i arxivística i donar a conèixer el patrimoni documental de la institució.
Per tal de donar a conèixer el patrimoni i difondre el fons, l'Arxiu ha digitalitzat vàries sèries i organitzat exposicions, virtuals, publicacions i altres activitats com el document destacat del mes. També ofereix altres serveis i procediments, com el de reprografia, consulta a la sala d'investigadors o, en determinats casos, préstec temporal per exposicions.

## Biblioteca auxiliar
L'arxiu compta amb el recolzament d'una biblioteca auxiliar que conté una col·lecció de temes relacionats amb els del fons de l'arxiu, com beneficència, sanitat, arquitectura, administració local, economia, agricultura, ramaderia, ensenyament, abastaments. També incorpora fonts d'informació secundàries en matèries com història, arxivística i altres ciències que hi estan relacionades.